# Sven Rothenberger
Sven Günther Rothenberger (Francoforte sul Meno, 1º giugno 1966) è un cavaliere tedesco naturalizzato olandese.

## Palmarès

### Olimpiadi
- 2 medaglie:
  - 1 argento (Atlanta 1996 nel dressage a squadre[1])
  - 1 bronzo (Atlanta 1996 nel dressage individuale[1])

### Mondiali
- 3 medaglie:
  - 1 oro (Stoccolma 1990 nel dressage a squadre[2])
  - 1 argento (L'Aia 1994 nel dressage a squadre[1])
  - 1 bronzo (L'Aia 1994 nel dressage speciale[1])

### Europei
- 7 medaglie:
  - 3 ori (Donaueschingen	1991 nel dressage a squadre[2]; Donaueschingen 1991 nel dressage freestyle[2]; Lipica 1993 nel dressage a squadre[2])
  - 3 argenti (Lipica 1993 nel dressage freestyle[2]; Mondorf 1995 nel dressage a squadre[1]; Verden 1997 nel dressage a squadre[1])
  - 1 bronzo (Mondorf 1995 nel dressage individuale[1])